# Buenavista de Cuéllar (kommun)
Buenavista de Cuéllar är en kommun i Mexiko.   Den ligger i delstaten Guerrero, i den sydöstra delen av landet, 110 km söder om huvudstaden Mexico City. Antalet invånare är 12 688. Arean är 338 kvadratkilometer.
Terrängen i Buenavista de Cuéllar är bergig västerut, men österut är den kuperad.
Följande samhällen finns i Buenavista de Cuéllar:
- Buenavista de Cuéllar
- Coxcatlán
- Venta de la Negra
- Cieneguillas
- El Platanal